# MTV Europe Music Award za nejlepší alternativu
Seznam výherců a nominovaných MTV Europe Music Awards v kategorii Nejlepší Alternativa.

## 1990 - 1999
| Rok  | Vítěz       | Nominovaní                            |
| ---- | ----------- | ------------------------------------- |
| 1997 | The Prodigy | - Beck - Blur - Radiohead - The Verve |

## 2000 - 2009
| Rok  | Vítěz            | Nominovaní                                                  |
| ---- | ---------------- | ----------------------------------------------------------- |
| 2004 | Muse             | - Björk - Franz Ferdinand - The Hives - The Prodigy         |
| 2005 | System Of A Down | - Beck - Bloc Party - Goldfrapp - The White Stripes         |
| 2006 | Muse             | - Arctic Monkeys - Korn - The Raconteurs - System Of A Down |
| 2009 | Placebo          | - Muse - Paramore - The Killers - The Prodigy               |

## 2010 - 2019
| Rok  | Vítěz              | Nominovaní                                                                |
| ---- | ------------------ | ------------------------------------------------------------------------- |
| 2010 | Paramore           | - Arcade Fire - Gorillaz - The Gossip - Vampire Weekend                   |
| 2011 | 30 Seconds to Mars | - Arctic Monkeys - Arcade Fire - The Strokes - My Chemical Romance        |
| 2012 | Lana Del Rey       | - Arctic Monkeys - The Black Keys - Florence and the Machine - Jack White |